# دینو براوو
دینو براوو (انگلیسی: Dino Bravo; ۶ اوت ۱۹۴۸ – ۱۰ مارس ۱۹۹۳) کشتی‌گیر کشتی حرفه‌ای اهل کانادا بود.
از فیلم‌ها یا برنامه‌های تلویزیونی که وی در آن نقش داشته است می‌توان به رسلمانیا ۳ اشاره کرد.